# جدول مدال‌های المپیک زمستانی ۱۹۸۴
جدول مدال بازی‌های المپیک زمستانی ۱۹۸۴ فهرستی از مدال‌های کسب شده توسط ورزشکاران است که در طول برگزاری بازی‌های المپیک زمستانی سال ۱۹۸۴ میلادی که در سارایوو یوگسلاوی برگزار شد.

## جدول مدال‌ها
رتبه بندی این جدول توسط کمیته بین المللی المپیک (ioc) اعلام شده است.
      کشور میزبان (یوگسلاوی)
| رتبه | کشور                      | طلا | نقره | برنز | مجموع |
| ۱    | آلمان شرقی (GDR)          | ۹   | ۹    | ۶    | ۲۴    |
| ۲    | اتحاد شوروی (URS)         | ۶   | ۱۰   | ۹    | ۲۵    |
| ۳    | ایالات متحده آمریکا (USA) | ۴   | ۴    | ۰    | ۸     |
| ۴    | فنلاند (FIN)              | ۴   | ۳    | ۶    | ۱۳    |
| ۵    | سوئد (SWE)                | ۴   | ۲    | ۲    | ۸     |
| ۶    | نروژ (NOR)                | ۳   | ۲    | ۴    | ۹     |
| ۷    | سوئیس (SUI)               | ۲   | ۲    | ۱    | ۵     |
| ۸    | کانادا (CAN)              | ۲   | ۱    | ۱    | ۴     |
| ۸    | آلمان غربی (FRG)          | ۲   | ۱    | ۱    | ۴     |
| ۱۰   | ایتالیا (ITA)             | ۲   | ۰    | ۰    | ۲     |
| ۱۱   | بریتانیای کبیر (GBR)      | ۱   | ۰    | ۰    | ۱     |
| ۱۲   | چکسلواکی (TCH)            | ۰   | ۲    | ۴    | ۶     |
| ۱۳   | فرانسه (FRA)              | ۰   | ۱    | ۲    | ۳     |
| ۱۴   | ژاپن (JPN)                | ۰   | ۱    | ۰    | ۱     |
| ۱۴   | یوگسلاوی (YUG)            | ۰   | ۱    | ۰    | ۱     |
| ۱۶   | لیختن‌اشتاین (LIE)         | ۰   | ۰    | ۲    | ۲     |
| ۱۷   | اتریش (AUT)               | ۰   | ۰    | ۱    | ۱     |
|      | مجموع (۱۷ کمیته المپیک)   | ۳۹  | ۳۹   | ۳۹   | ۱۱۷   |